# Bissoua
Bissoua (ou Bisoua) est un village du Cameroun situé dans le département du Haut-Nyong et la région de l'Est. Il fait partie de la commune de Messamena.

## Population
En 1965-1966, la localité comptait 329 habitants, principalement des Bikélé. Lors du recensement de 2005 on y dénombrait 529 personnes.